# Frida Hansdotter
Frida Marie Hansdotter (Västerås, 13 december 1985) is een Zweedse alpineskiester. Ze vertegenwoordigde haar vaderland op de Olympische Winterspelen 2010 in Vancouver, op de Olympische Winterspelen 2014 in Sotsji en op de Olympische Winterspelen 2018 in Pyeongchang.

## Carrière
Hansdotter maakte haar wereldbekerdebuut in oktober 2004 in Sölden. Twee jaar later scoorde ze in Levi haar eerste wereldbekerpunten. Op de wereldkampioenschappen alpineskiën 2007 in Åre eindigde de Zweedse als dertigste op de Super G. In december 2007 eindigde Hansdotter in Aspen voor de eerste maal in de top tien van een wereldbekerwedstrijd. In Val d'Isère nam ze deel aan de wereldkampioenschappen alpineskiën 2009. Op dit toernooi eindigde ze als vijftiende op de slalom, op de reuzenslalom, de Super G en de supercombinatie wist ze niet te finishen. In maart 2009 stond de Zweedse in Ofterschwang voor de eerste keer op het podium van een wereldbekerwedstrijd. Tijdens de Olympische Winterspelen van 2010 in Vancouver eindigde Hansdotter als vijftiende op de slalom.
Op de wereldkampioenschappen alpineskiën 2011 in Garmisch-Partenkirchen eindigde ze als achtste op de slalom. In Schladming nam de Zweedse deel aan de wereldkampioenschappen alpineskiën 2013. Op dit toernooi veroverde ze de bronzen medaille op de slalom, op de reuzenslalom eindigde ze op de vijfde plaats. Op 1 februari 2014 boekte Hansdotter in Kranjska Gora haar eerste wereldbekerzege. Tijdens de Olympische Winterspelen van 2014 in Sostji eindigde ze als vijfde op de slalom en als dertiende op de reuzenslalom. 
Op de Wereldkampioenschappen alpineskiën 2015 in Beaver Creek behaalde de Zweedse de zilveren medaille op de slalom. Op de reuzenslalom eindigde ze op de twaalfde plaats. In het seizoen 2015/2016 won Hansdotter de wereldbeker op de slalom. In Sankt Moritz nam ze deel aan de wereldkampioenschappen alpineskiën 2017. Op dit toernooi sleepte ze de bronzen medaille in de wacht op de slalom, daarnaast eindigde ze als zestiende op de reuzenslalom. Samen met Maria Pietilä-Holmner, Mattias Hargin en André Myhrer legde ze beslag op de bronzen medaille in de landenwedstrijd. Tijdens de Olympische Winterspelen van 2018 in Pyeongchang veroverde ze de gouden medaille op de slalom, op de reuzenslalom eindigde ze op de zesde plaats. In de landenwedstrijd eindigde ze samen met Anna Swenn-Larsson, Emelie Wikström, Mattias Hargin, Kristoffer Jakobsen en André Myhrer op de vijfde plaats.

## Resultaten

### Olympische Spelen
| Jaar | Plaats      | Resultaten                                    |
| ---- | ----------- | --------------------------------------------- |
| 2010 | Vancouver   | 15e Slalom                                    |
| 2014 | Sotsji      | 5e Slalom 13e Reuzenslalom                    |
| 2018 | Pyeongchang | Slalom · 6e Reuzenslalom · 5e Landenwedstrijd |

### Wereldkampioenschappen
| Jaar | Plaats                 | Resultaten                                                  |
| ---- | ---------------------- | ----------------------------------------------------------- |
| 2007 | Åre                    | 30e Super G                                                 |
| 2009 | Val-d'Isère            | 15e Slalom DNF Reuzenslalom DNF Super G DNF Supercombinatie |
| 2011 | Garmisch-Partenkirchen | 8e Slalom                                                   |
| 2013 | Schladming             | Slalom · 5e Reuzenslalom                                    |
| 2015 | Beaver Creek           | Slalom · 12e Reuzenslalom                                   |
| 2017 | Sankt Moritz           | Slalom · 16e Reuzenslalom · Landenwedstrijd                 |
| 2019 | Åre                    | 5e Slalom 11e Reuzenslalom 5e Landenwedstrijd               |

### Wereldbeker
Eindklasseringen
| Seizoen   | Algm | SL     | RS  | SC  |
| --------- | ---- | ------ | --- | --- |
| 2006/2007 | 89e  | 30e    | –   | –   |
| 2007/2008 | 53e  | 19e    | 45e | –   |
| 2008/2009 | 28e  | 9e     | 44e | 27e |
| 2009/2010 | 62e  | 18e    | –   | –   |
| 2010/2011 | 46e  | 14e    | –   | –   |
| 2011/2012 | 25e  | 9e     | 45e | –   |
| 2012/2013 | 10e  | 4e     | 12e | –   |
| 2013/2014 | 10e  | Zilver | 26e | –   |
| 2014/2015 | 6e   | Zilver | 14e | –   |
| 2015/2016 | 5e   | Goud   | 8e  | –   |
| 2016/2017 | 13e  | 4e     | 32e | –   |
| 2017/2018 | 9e   | Brons  | 17e | –   |
| 2018/2019 | 8e   | 5e     | 11e | -   |

Wereldbekerzeges
| Datum            | Plaats        | Onderdeel |
| ---------------- | ------------- | --------- |
| 1 februari 2014  | Kranjska Gora | Slalom    |
| 13 januari 2015  | Flachau       | Slalom    |
| 29 december 2015 | Lienz         | Slalom    |
| 10 januari 2017  | Flachau       | Slalom    |